# Yueyaquan
Yueyaquan, 'el llac de la mitja lluna' (en xinès: 月牙泉; pinyin: Yuèyá Quán), també conegut com a Font de la Lluna Creixent, és un llac a 6 quilòmetres al sud de la ciutat de Dunhuang, de la ruta de la Seda, a prop de les muntanyes Mingsha.
Yueyaquan és a prop d'un turó que rep el nom de turó Cantador perquè la sorra en el seu moviment provoca un so musical. Rep el nom per la seva forma de mitja lluna. Mesura 118 metres d'est a oest i 25 metres de sud a nord i uns 5 metres de fondària. Malgrat estar envoltat de sorra del desert, sembla que no ha estat mai tapat, encara que la lenta però gradual reducció de la seva superfície ha obligat l'administració local a prendre mesures per solucionar aquest problema. És una de les visites obligades que solen realitzar els qui fan la ruta de la Seda pel territori xinès.

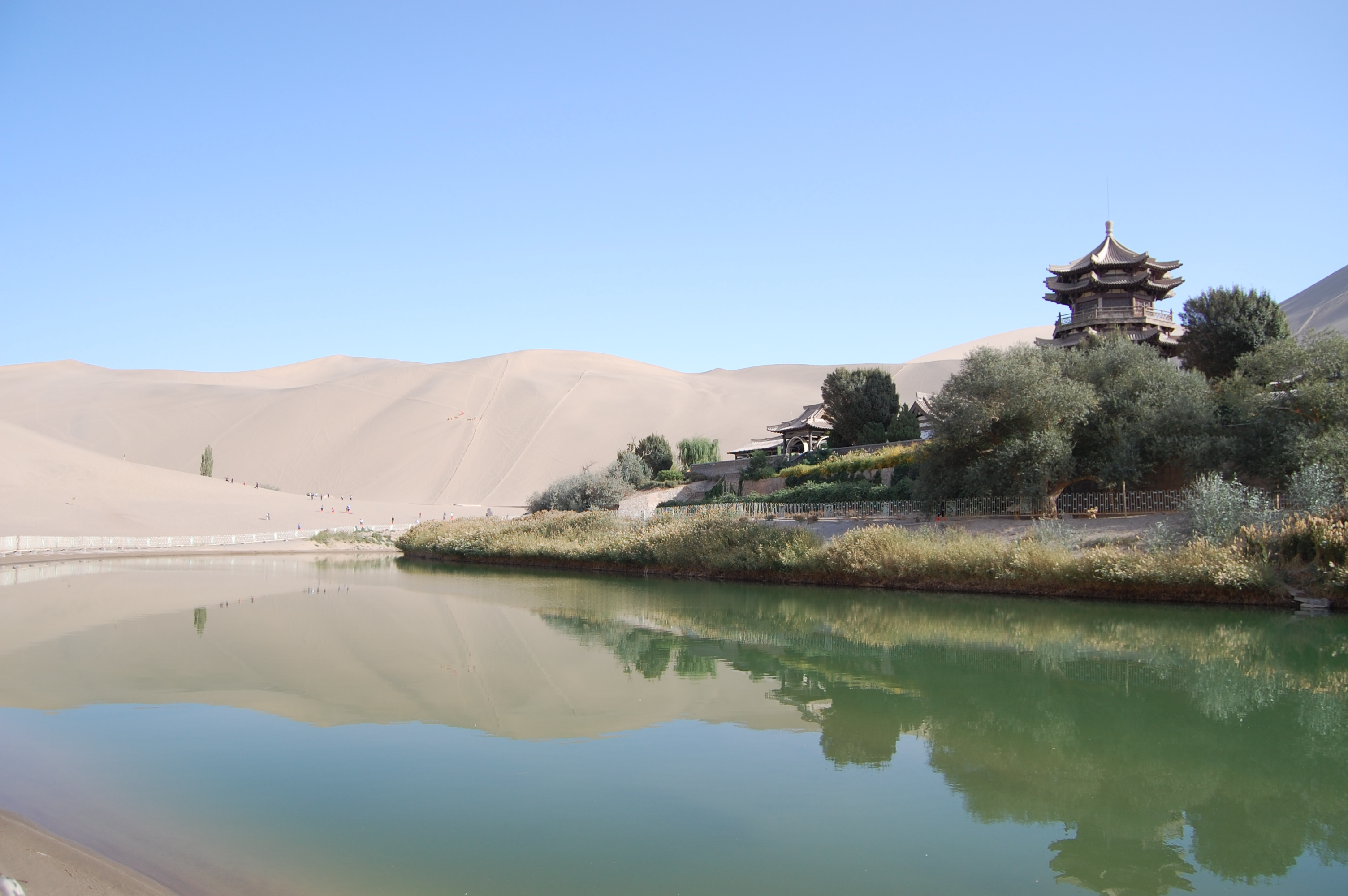
Diürna primer pla, presa en 2009
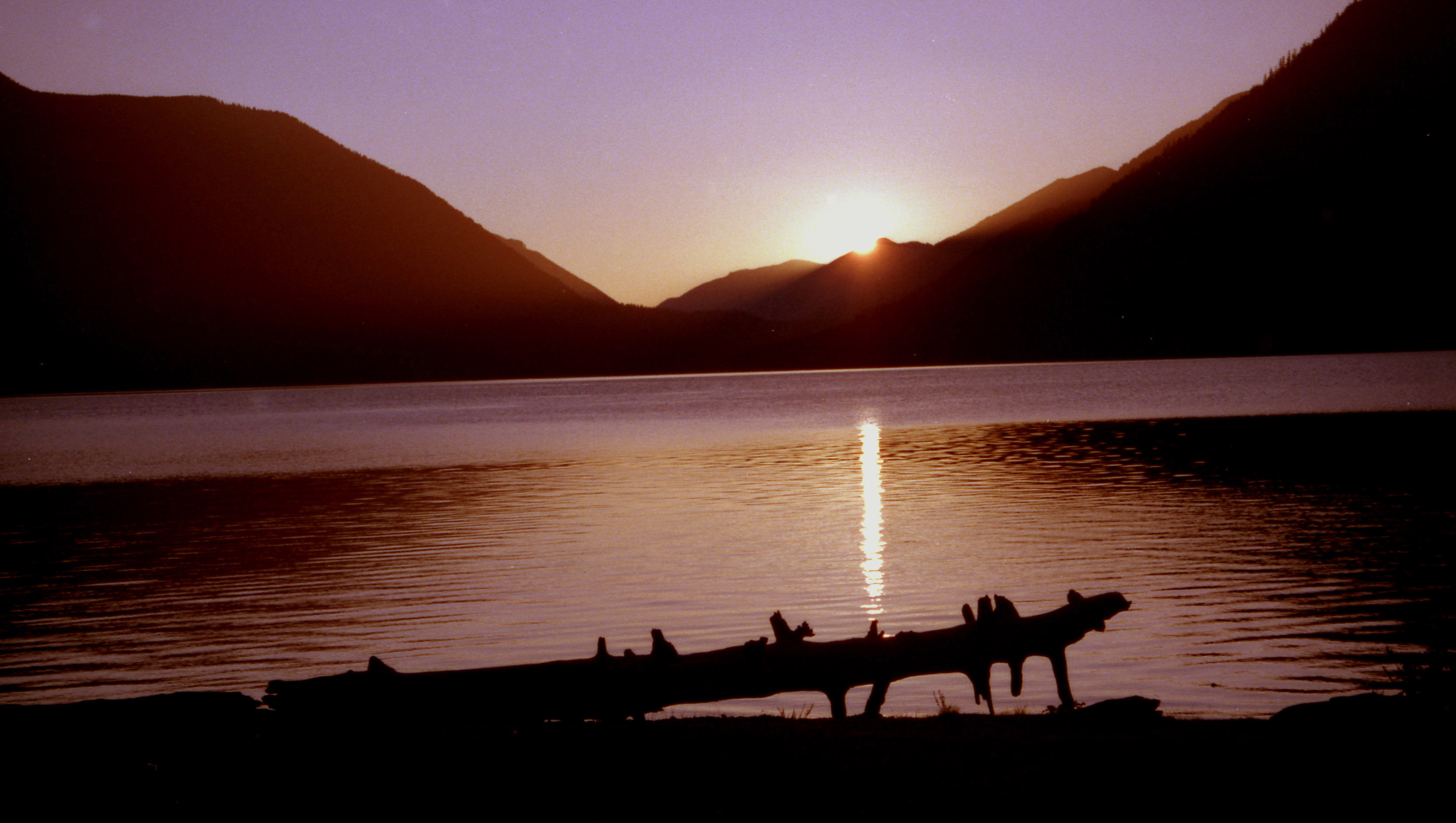
Posta de sol al llac Yueyaquan
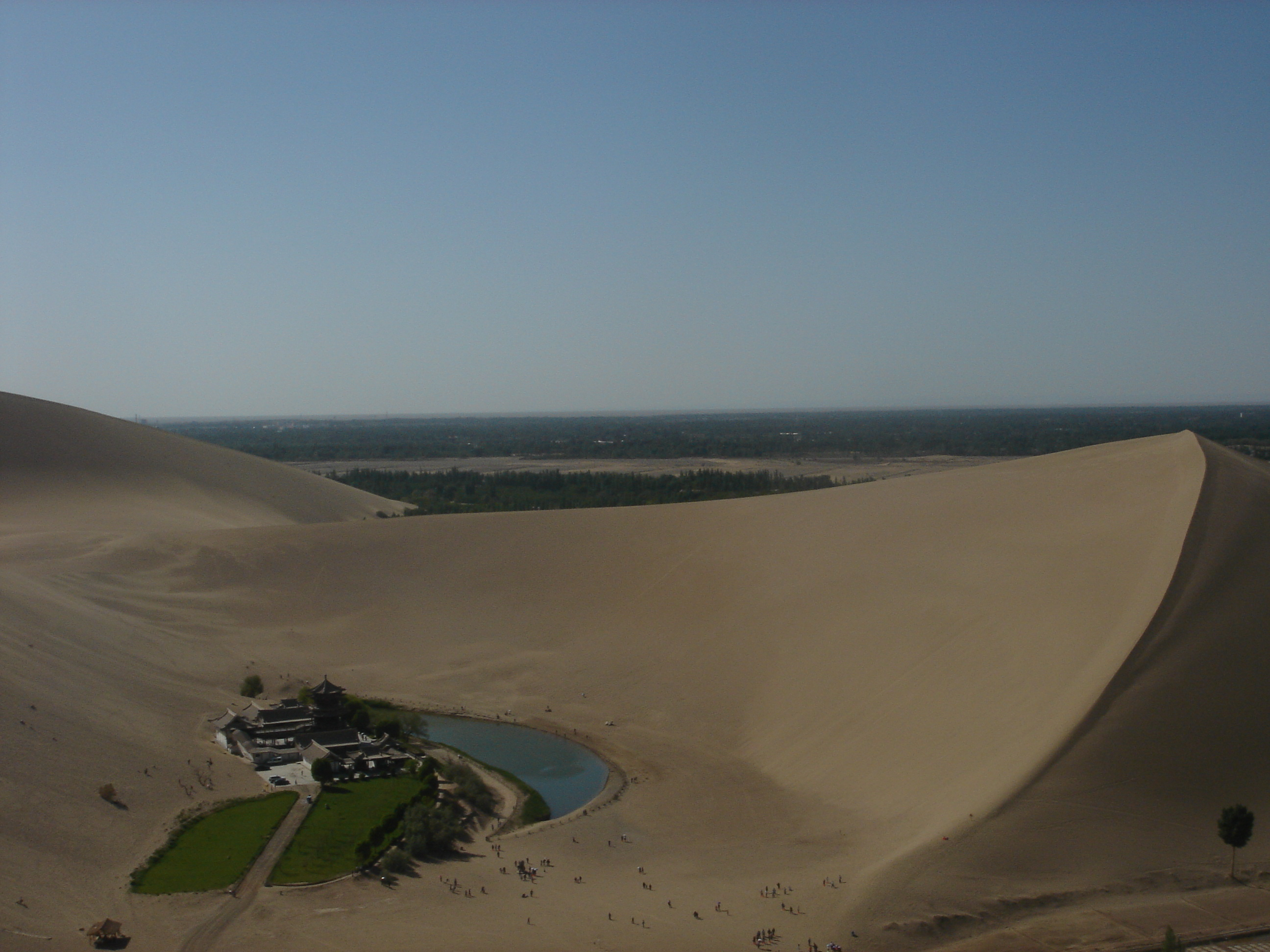
Amb vistes al llac Yueyaquan